# بات ستانلي
بات ستانلي (بالإنجليزية: Pat Stanley)‏ هي راقصة ومغنية وممثلة أمريكية، ولدت في 12 أبريل 1931 في سينسيناتي في الولايات المتحدة.

## ترشيحات
- جائزة توني لأفضل ممثلة بارزة في مسرحية [الإنجليزية]‏ (1962)

## وصلات خارجية
- بات ستانلي على موقع IMDb (الإنجليزية)
- بات ستانلي على موقع قاعدة بيانات برودواي على الإنترنت (الإنجليزية)
- بات ستانلي على موقع قاعدة بيانات الفيلم (الإنجليزية)